# Eleição municipal de Volta Redonda em 2024
A eleição municipal da cidade de Volta Redonda em 2024 ocorreu no dia 6 de outubro (primeiro turno) com o objetivo de eleger um prefeito, um vice-prefeito e 21 vereadores responsáveis pela administração da cidade no mandato a se iniciar em 1° de janeiro de 2025 e com término em 31 de dezembro de 2028. O prefeito titular era Antônio Francisco Neto, do PP, eleito em 2020 pelo DEM. Conforme a legislação eleitoral, Neto esteve apto à reeleição.
No primeiro turno, Antônio Francisco Neto, candidato pelo PP, foi eleito com 109.688 votos (72,84% dos votos válidos), seguido de Mauro Campos, candidato pelo NOVO, que recebeu 20.386 votos (13,54%). Para a Câmara Municipal, Renan Cury, do PP, foi o candidato mais votado da cidade.

## Calendário eleitoral
| Início        | Fim           | Atividades | Status    |
| ------------- | ------------- | --- | --------- |
| 7 de março    | 5 de abril    | Janela partidária para vereadores trocarem de partido visando concorrer às eleições sem perder o mandato. | Realizado |
| 6 de abril    | 6 de abril    | Data-limite para todas as legendas e federações partidárias obterem o registro dos estatutos no TSE e para todos os candidatos terem domicílio eleitoral na circunscrição em que desejam disputar as eleições com a filiação deferida pelo partido. | Realizado |
| 15 de maio    | 15 de maio    | Início da campanha de arrecadação prévia de recursos na modalidade de financiamento coletivo para pré-candidatos, sem realização de pedidos de voto e obedecendo a regras relativas à propaganda eleitoral na Internet.                             | Realizado |
| 20 de julho   | 5 de agosto   | Realização de convenções partidárias para deliberar sobre coligações e escolher candidatos às prefeituras e aos cargos de vereador. Os partidos têm até 15 de agosto para registrar os nomes na Justiça Eleitoral.                                  | Realizado |
| 16 de agosto  | 16 de agosto  | Início das campanhas eleitorais de forma igualitária, podendo qualquer publicidade ou manifestação com pedido explícito de voto antes da data ser considerada irregular e multada.                                                                  | Realizado |
| 30 de agosto  | 3 de outubro  | Veiculação da propaganda eleitoral gratuita no rádio e na televisão. | Realizado |
| 6 de outubro  | 6 de outubro  | Realização do primeiro turno das eleições municipais. | Realizado |
| 11 de outubro | 25 de outubro | Veiculação da propaganda eleitoral gratuita no rádio e na televisão para o segundo turno. | Realizado |
| 27 de outubro | 27 de outubro | Realização de um eventual segundo turno nas cidades com mais de 200 mil eleitores em que o candidato a prefeito mais votado não tenha atingido a metade mais um dos votos válidos.                                                                  | Realizado |

## Candidatos à prefeitura
| Nº | Prefeito  | Prefeito                | Prefeito                 | Prefeito                                     | Vice-prefeito(a) | Vice-prefeito(a) | Vice-prefeito(a)        | Vice-prefeito(a)         | Vice-prefeito(a)                                  | Coligação | Ref.                       |
| Nº | Candidato | Candidato               | Partido Federação        | Cargos relevantes                            | Candidato(a)     | Candidato(a)     | Candidato(a)            | Partido Federação        | Cargos relevantes                                 | Coligação | Ref.                       |
| -- | --------- | ----------------------- | ------------------------ | -------------------------------------------- | ---------------- | ---------------- | ----------------------- | ------------------------ | ------------------------------------------------- | --- | -------------------------- |
| 11 |           | Neto                    | PP                       | - Prefeito de Volta Redonda (2021–presente). |                  |                  | Sebastião Faria         | PL                       | - Vice-Prefeito de Volta Redonda (2021–presente). | Apaixonados por Volta Redonda - PP - PL - PSD - MDB - Solidariedade - Agir - DC - UNIÃO - PDT - PODE - PRD - Republicanos | [ 7 ] [ 8 ]                |
| 13 |           | Alexandre Habibe        | PT FE Brasil             | - Professor universitário                    |                  |                  | Drica Bittecourt        | PSOL                     | - Engenheira                                      | Coligação Volta Redonda da Esperança - FE Brasil (PT, PV e PCdoB) - Fed. PSOL REDE                                        | [ 9 ] [ 10 ] [ 11 ] [ 12 ] |
| 16 |           | Maicon Quintanilha      | PSTU                     | - Servidor público municipal                 |                  |                  | Lázaro Luís             | PSTU                     | - Mecânico de manutenção                          | Sem coligação | [ 13 ]                     |
| 29 |           | Jamaica                 | PCO                      | - Metalúrgico e siderúrgico                  |                  |                  | Edileuza Ramos          | PCO                      | - Faxineira                                       | Sem coligação | [ 14 ]                     |
| 30 |           | Mauro Campos            | NOVO                     | - Empresário                                 |                  |                  | Leandro Souza           | NOVO                     | - Advogado                                        | Sem coligação | [ 15 ] [ 16 ]              |
| 40 |           | José Arimathéa Oliveira | PSB                      | - Prefeito de Pinheiral (2013–2016)          |                  |                  | Maria Adélia Mezzabarba | PSB                      | - Empresária                                      | Sem coligação | [ 17 ] [ 18 ] [ 19 ]       |
| 45 |           | Samuca Silva            | PSDB Fed. PSDB Cidadania | - Prefeito de Volta Redonda (2017–2020)      |                  |                  | Rodnei de Oliveira      | PSDB Fed. PSDB Cidadania | - Conselheiro tutelar                             | Sem coligação | [ 20 ] [ 21 ]              |

## Resultados
| Candidato(a) a prefeito | Candidato(a) a prefeito   | Candidato(a) a vice-prefeito  | 1º turno 6 de outubro de 2024 | 1º turno 6 de outubro de 2024 |
| Candidato(a) a prefeito | Candidato(a) a prefeito   | Candidato(a) a vice-prefeito  | Total                         | %                             |
| ----------------------- | ------------------------- | ----------------------------- | ----------------------------- | ----------------------------- |
|                         | Neto (PP)                 | Sebastião Faria (PL)          | 109.688                       | 72,84%                        |
|                         | Mauro Campos (NOVO)       | Leandro Souza (NOVO)          | 20.386                        | 13,54%                        |
|                         | Alexandre Habibe (PT)     | Drica Bittecourt (PSOL)       | 8.493                         | 5,64%                         |
|                         | Arimathéa (PSB)           | Maria Adélia Mezzabarba (PSB) | 7.598                         | 5,05%                         |
|                         | Samuca Silva (PSDB)       | Rodnei de Oliveira (PSDB)     | 3.535                         | 2,35%                         |
|                         | Jamaica (PCO)             | Edileuza Ramos (PCO)          | 546                           | 0,36%                         |
|                         | Maicon Quintanilha (PSTU) | Lázaro Luís (PSTU)            | 343                           | 0,23%                         |
| Total de votos válidos  | Total de votos válidos    | Total de votos válidos        | 146.508                       | 88,05%                        |
| Votos em branco         | Votos em branco           | Votos em branco               | 6.821                         | 4,10%                         |
| Votos nulos             | Votos nulos               | Votos nulos                   | 8.984                         | 5,40%                         |
| Total                   | Total                     | Total                         | 166.394                       | 73,75%                        |
| Abstenções              | Abstenções                | Abstenções                    | 59.232                        | 26,25%                        |
| Eleitorado apto         | Eleitorado apto           | Eleitorado apto               | 225.626                       | 225.626                       |
| Total de seções: 1.141  |                           |                               |                               |                               |
| Fontes: TSE             |                           |                               |                               |                               |